# Alepes kleinii
Alepes kleinii (Bloch, 1793) è un pesce osseo marino appartenente alla famiglia Carangidae.

## Distribuzione e habitat
L'areale di A. kleinii comprende buona parte dell'Indo-Pacifico tropicale dal mar Rosso e il golfo Persico a ovest e a nord fino a Okinawa e a sud fino all'Australia. In seguito alla migrazione lessepsiana ha stabilito popolazioni nel mar Mediterraneo orientale.
È un pesce pelagico che vive in acque costiere, spesso in prossimità delle barriere coralline.

## Descrizione
Si tratta di un piccolo carangide dal corpo piuttosto alto e molto compresso lateralmente. La colorazione del dorso è grigia con toni bluastri o verdastri mentre sui fianchi e il ventre è chiara o biancastra con riflessi argentei nell'animale vivo. Sul dorso al di sopra della linea laterale sono spesso presenti delle fasce verticali scure mentre è sempre evidente una macchia nera rotonda caratteristica nella parte alta dell'opercolo branchiale. Le pinne sono incolori tranne la pinna caudale che è di color giallastro.
La taglia massima nota è di 18,2 cm mentre la taglia comune è di 12 cm.

## Biologia

### Alimentazione
Si nutre di crostacei planctonici (copepodi, anfipodi e decapodi) e di uova e stadi giovanili di pesci.

## Pesca
Non è oggetto di pesca specifica ma rimane spesso catturato come bycatch nelle reti a strascico per la pesca dei gamberetti. Marinerie artigianali lo catturano con lenze e reti da posta. Si trova sui mercati ittici locali sia fresca che essiccata o salata.

## Conservazione
A. kleinii è una specie molto comune e con un areale abbastanza vasto, catturata perlopiù casualmente e non soggetta a un intenso sforzo di pesca. Non vi sono segni di rarefazione delle popolazioni. Per questi motivi la lista rossa IUCN la classifica come "a rischio minimo".